# Buddy Myers
Buddy Myers, de son vrai nom Louis John Myers, est un ingénieur du son américain né le 14 mai 1906 à Richmond (Virginie) et mort le 25 juillet 1967 à Los Angeles (Californie).

## Filmographie partielle
- 1930 : De Woild's Champeen de Frank R. Strayer
- 1930 : The Third Alarm d'Emory Johnson
- 1930 : Extravagance de Phil Rosen
- 1930 : Épouses à louer (Borrowed Wives) de Frank R. Strayer
- 1930 : Hot Curves de Norman Taurog
- 1930 : Sunny Skies de Norman Taurog
- 1930 : La Fin du voyage (Journey's End) de James Whale
- 1930 : Mamba d'Albert S. Rogell
- 1930 : Le Quartier des amoureux (Peacock Alley) de Marcel de Sano
- 1931 : Ex-Bartender de Frank R. Strayer
- 1946 : Strange Journey de James Tinling
- 1947 : Dernière lune de miel (Lost Honeymoon) de Leigh Jason
- 1950-1951 : Dick Tracy (9 épisodes)
- 1952 : Mutinerie à bord (Mutiny) d'Edward Dmytryk
- 1956 : Les clameurs se sont tues (The Brave One) d'Irving Rapper
- 1962 : Un crime dans la tête (The Manchurian Candidate) de John Frankenheimer
- 1962 : Le Shérif de ces dames (Follow That Dream) de Gordon Douglas
- 1962 : Les Trois Sergents (Sergeants 3) de John Sturges
- 1964-1965 : Les Pierrafeu (21 épisodes)
- 1966 : La Grande Combine (The Fortune Cookie) de Billy Wilder
- 1967 : L'Extravagant Docteur Dolittle (Doctor Dolittle) de Richard Fleischer

## Distinctions

### Nominations
- Oscars du cinéma 1957 : Meilleur son pour Les clameurs se sont tues (The Brave One) d'Irving Rapper